# Kokkanur, Harihar
Kokkanur là một làng thuộc tehsil Harihar, huyện Davanagere, bang Karnataka, Ấn Độ.